# Metrius sericeus
Metrius sericeus är en skalbaggsart som beskrevs av Rivers. Metrius sericeus ingår i släktet Metrius och familjen jordlöpare. Inga underarter finns listade i Catalogue of Life.